# Joca Claudino
Joca Claudino é um município brasileiro do estado da Paraíba. Está localizado na Região Geográfica Imediata de Sousa. De acordo com o IBGE (Instituto Brasileiro de Geografia e Estatística), no ano 2006 sua população era estimada em 2 749 habitantes. Área territorial de 74 km².

## História
O antigo Sítio Várzea da Cacimba recebeu o status de distrito de Uiraúna, em 1988, sob a denominação Santarém. Mantendo a denominação, tornou-se município, pela lei estadual nº 5.909, de 29 de abril de 1994. Anteriormente, o seu território pertencia a São João do Rio do Peixe, ao qual Uiraúna era distrito, este se emancipando em 1953.
Em 27 de dezembro de 2010, a Câmara municipal aprovou uma lei que modificou o nome do município de Santarém para Joca Claudino, em homenagem ao comerciante João Claudino, pai do empresário homónimo, João Claudino, presidente do Grupo Claudino, figura importante da história local.
É a localidade natal de Deca do Atacadão, empresário e político, nascido em 1957.

## Geografia
O município está incluído na área geográfica de abrangência do semiárido brasileiro, definida pelo Ministério da Integração Nacional em 2005.  Esta delimitação tem como critérios o índice pluviométrico, o índice de aridez e o risco de seca.

## Prefeitos
| Nº | Nome                                       | Partido | Votação | Início do mandato     | Fim do mandato         | Observações       |
| 1  | Luiz Vitoriano dos Santos                  | PMDB    | 703     | 1º de janeiro de 1997 | 31 de dezembro de 2000 | Prefeito eleito   |
| 1  | Luiz Vitoriano dos Santos                  | PMDB    | 1.114   | 1º de janeiro de 2001 | 31 de dezembro de 2004 | Prefeito reeleito |
| 2  | Valceny Herminio de Andrade                | PSB     | 1.523   | 1º de janeiro de 2005 | 31 de dezembro de 2008 | Prefeito eleito   |
| 3  | Lucrecia Adriana de Andrade Barbosa Dantas | PMDB    | 1.071   | 1º de janeiro de 2009 | 31 de dezembro de 2012 | Prefeita eleita   |
| 3  | Lucrecia Adriana de Andrade Barbosa Dantas | PMDB    | 1.585   | 1º de janeiro de 2013 | 1º de janeiro de 2017  | Prefeita reeleita |
| 4  | Jordhanna Lopes dos Santos                 | PTB     | 1.310   | 1º de janeiro de 2017 | 31 de dezembro de 2020 | Prefeita eleita   |
| 5  | Rinaldo Cipriano                           | PP      | 1.571   | 1º de janeiro de 2021 | Exercendo              | Prefeito eleito   |